# Pacificincola perforata
Pacificincola perforata är en mossdjursart som först beskrevs av Okada och Shunsuke F. Mawatari 1937.  Pacificincola perforata ingår i släktet Pacificincola och familjen Pacificincolidae. Inga underarter finns listade i Catalogue of Life.